# Hüttlingen (Thurgovie)
Pour les articles homonymes, voir Hüttlingen.
Hüttlingen est une commune suisse du canton de Thurgovie, située dans le district de Frauenfeld.